# 歐拉夫斯菲厄澤
歐拉夫斯菲厄澤是冰島東北區菲亚德拉比格兹市镇内的城鎮，位於該國北部，主要經濟活動是漁業和旅遊業，面積209平方公里，2023年人口755。

## 外部連結

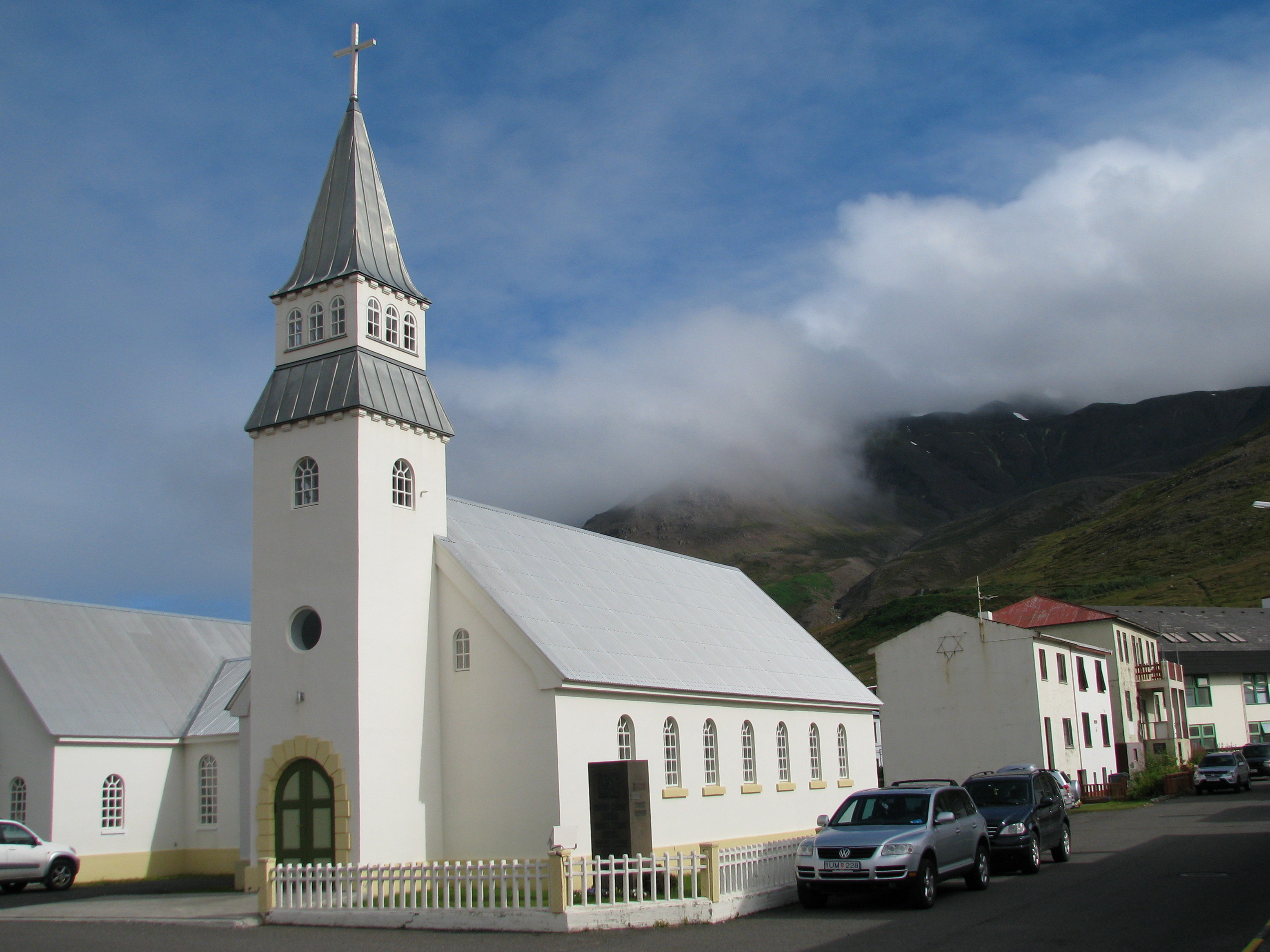
歐拉夫斯菲厄澤教堂

- Aerial photo of Ólafsfjörður

66°04′N 18°39′W / 66.067°N 18.650°W